# Джулія Ґрант
Джулія Боггс Ґрант, до шлюбу Дент (26 січня 1826 — 14 грудня 1902) — перша леді США (у шлюбі з президентом Уліссом С. Грантом. Як перша леді стала національною фігурою. Її мемуари «Особисті спогади Джулії Дент Ґрант» були опубліковані в 1975 році.

## Раннє життя та освіта
Джулія Боггс Дент народилася 26 січня 1826 року на плантації Вайт-Гейвен на захід від Сент-Луїса, штат Міссурі. Її батьками були Фредерік Дент (1787–1873), плантатор і работорговець, та Елен Реншалл Дент. Батько поневолив близько 30 африканців і відмовився розглядати питання про їх звільнення з моральних міркувань, роблячи це лише тоді, коли був змушений за законом про емансипацію.
Джулія, далека родичка генерала Конфедерації Джеймса Лонгстріта по материнській лінії, була п’ятою з восьми дітей. У мемуарах вона описала своє дитинство як «одне довге літо сонця, квітів і посмішок…».
Приблизно у 1831–1836 роках Джулія відвідувала школу Гравуа, однокімнатну школу для спільного навчання в Сент-Луїсі. З 10 до 17 років Джулія відвідувала школу-інтернат міс Маурос у Сент-Луїсі з дочками інших багатих батьків. Протягом тижня Джулія була студенткою-інтернаткою, а на вихідних поверталася додому в Білу Гайвен.
Сім'я Дент була дуже товариською з відвідувачами, які приїжджали з елітного класу Цинциннаті, Луїсвілля та Піттсбурга. Вільям Кларк (Льюїс і Кларк) і політик Олександр Макнейр були друзями сім'ї.
Молодою Джулія Дент була вправною піаністкою, майстерною вершницею та нестримною читачкою романів., хоча й народилася з косоокістю. Коли вона була молодшою, один з найкращих хірургів країни запропонував зробити просту операцію, яка б їх виправила. Однак Джулія не хотіла операції і відмовилася.
Після того, як її чоловік став президентом, Джулія передумала щодо операції. «У мене ніколи не вистачило сміливості погодитися, але тепер, коли мій чоловік став настільки відомим, я справді подумала, що мені варто постаратися виглядати якомога краще». Улісс заперечив: «Хіба я не бачив вас і не закохався в вас із цими самими очима? Мені вони подобаються такими, якими вони є, і тепер, пам’ятайте, ви не повинні їм заважати. Вони мої, і дозвольте мені сказати вам, місіс Грант, вам краще не проводити жодних експериментів, бо з будь-якими іншими очима ви мені могли б і наполовину не подобатися».
Оскільки її косоокість ніколи не виправляли, Джулія Грант майже завжди позувала в профіль.

## Шлюб
Будучи студентом Вест-Пойнта, штат Нью-Йорк, Фред Дент написав своїй сестрі Джулії про те, як він був вражений однокурсником Уліссом Грантом. «Я хочу, щоб ви знали його, він чисте золото». У 1844 році Улісс Грант почав відвідувати родину Дентів. У якийсь момент її домашня канарейка померла, і Улісс виготовив невелику жовту труну і викликав 8 товаришів-офіцерів для похорону птахи. У квітні того ж року Улісс попросив Джулію носити його перстень класу на знак їхньої виняткової прихильності. 18-річна Джулія спочатку заперечила. Потім полк Гранта був відправлений в Луїзіану, готуючись до служби в мексиканській війні. Розгублена їх розлукою, Джулія побачила сон, який розповіла кільком людям, що Грант якось повернеться через кілька днів, одягнений у цивільний одяг, і заявить про намір залишитися на тиждень. Улісс повернувся так, як і передбачила Джулія, і вони заручилися.

У липні 1848 року, після розлуки протягом чотирьох років, полк Гранта повернувся до США, і він пішов у відпустку, щоб організувати весілля в Сент-Луїсі. Батько, Джессі Грант, відмовився бути присутнім на весіллі (22 серпня 1848 р.), заперечуючи не проти Джулії, а проти того, що її родина володіє рабами.

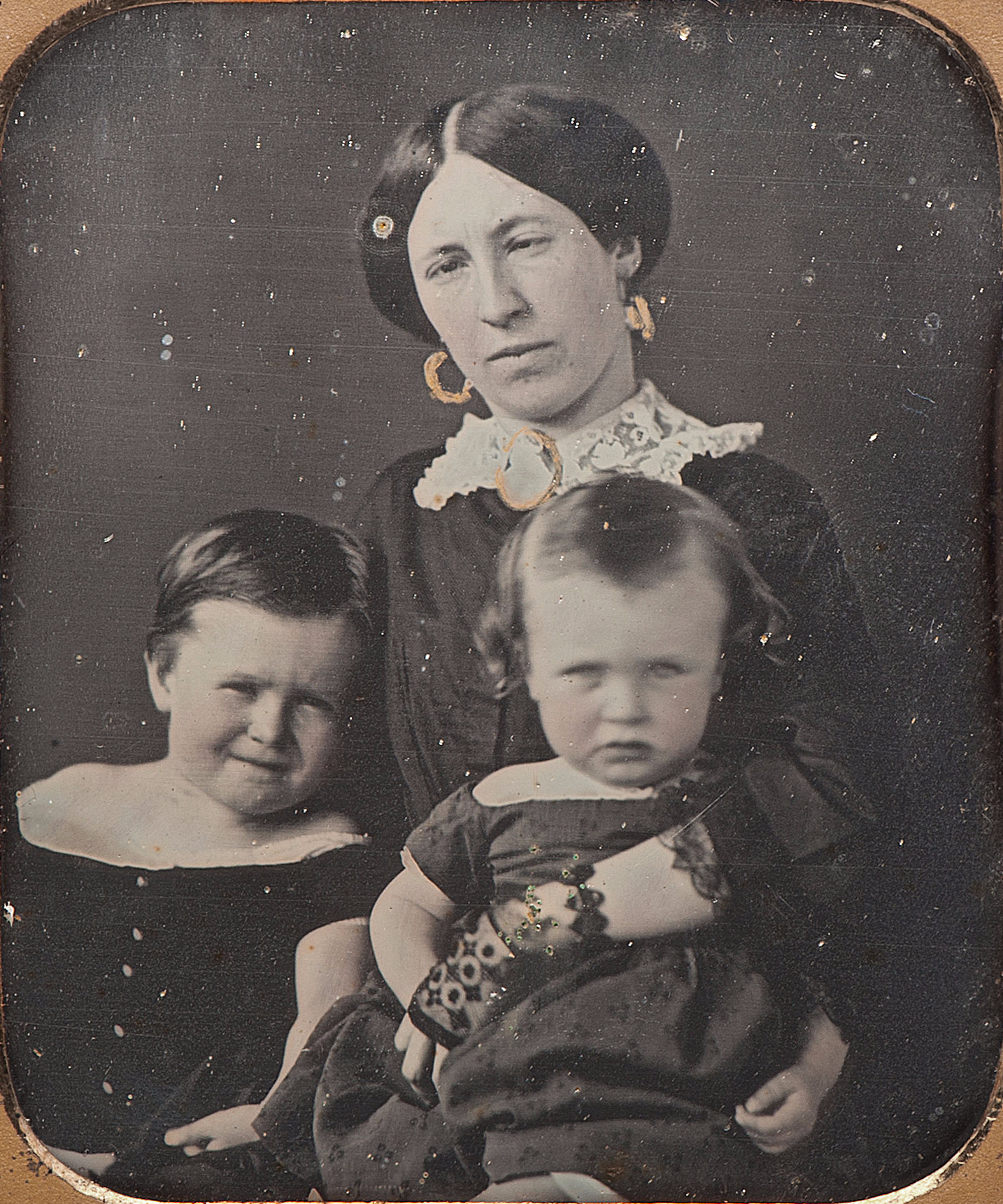
Портрет Джулії Дент Ґрант з її старшими дітьми Фредеріком Дент Ґрантом та Уліссом С. Ґрантом-молодшим, 1854 р.

Після одруження чоловік повернувся до армії. Джулія народила синів Фредеріка Дента Гранта в 1850 році і Улісса Сімпсона Гранта в 1852 році, а її чоловіка на кілька років відправили на Західне узбережжя. Нещасливий тим, що перебував так далеко від родини, він звільнився з армії в 1854 році, і Гранти переїхали на невелику ферму «Hardscrabble» в Сент-Луїсі.
У якийсь момент Улісс купив раба у брата Джулії Фреда, свого старого сусіда по кімнаті з Вест-Пойнта. Проте без пояснень, коли він був у боргах і ледве міг покласти їжу на стіл своєї сім’ї, Грант з’явився в суді 20 березня 1859 року і звільнив свого раба, а не продав його.
Чоловік захворів малярією і не міг вести свою ферму.  Сім'я переїхала до батьків Джулії у Вайт-Гейвен. Видужавши, він влаштувався на роботу, збираючи орендну плату для фірми з нерухомості в Сент-Луїсі, але не зміг заробити достатньо грошей. До 1860 року у Гранта не було можливостей, і він попросив допомоги у батька. Йому запропонували роботу в сімейному шкіряному бізнесі, під керівництвом двох молодших братів. Заробляючи 600 доларів на рік, він міг зробити довгий шлях до того, щоб позбавити свою сім’ю боргів, тому він перевіз Джулію та дітей до Іллінойсу.

## Громадянська війна
На початку Громадянської війни чоловік Джулії допоміг організувати волонтерів і незабаром прийняв командування військами Іллінойсу. Він отримав звання бригадного генерала, а потім генерал-майора. Самотній, він послав за Джулією. Вона залишила дітей у родичів і під час громадянської війни залишилася з чоловікос під час походів у Мемфіс, Віксбург, Нешвілл і Віргінію. Джулія подолала понад 10 000 миль за чотири роки — і майже 4 000 лише за перший рік — щоб бути з ним. У якийсь момент вона жила на Волтер Плейс, довоєнні особняк у Голлі-Спрінгс, штат Міссісіпі. Коли генерал Конфедерації Ерл Ван Дорн здійснив набіг на будинок, про-союзний власник не дозволив йому ввійти до того, як вона вийшла на вулицю. Присутність Джулії підняла настрій її чоловіка та підкріпила його впевненістю. У 1864 році, коли Лінкольн призначив Гранта командувачем армій Союзу, президент послав Джулію, щоб вона приєдналася до її чоловіка, усвідомлюючи позитивний вплив, який вона мала на нього.

## Діти

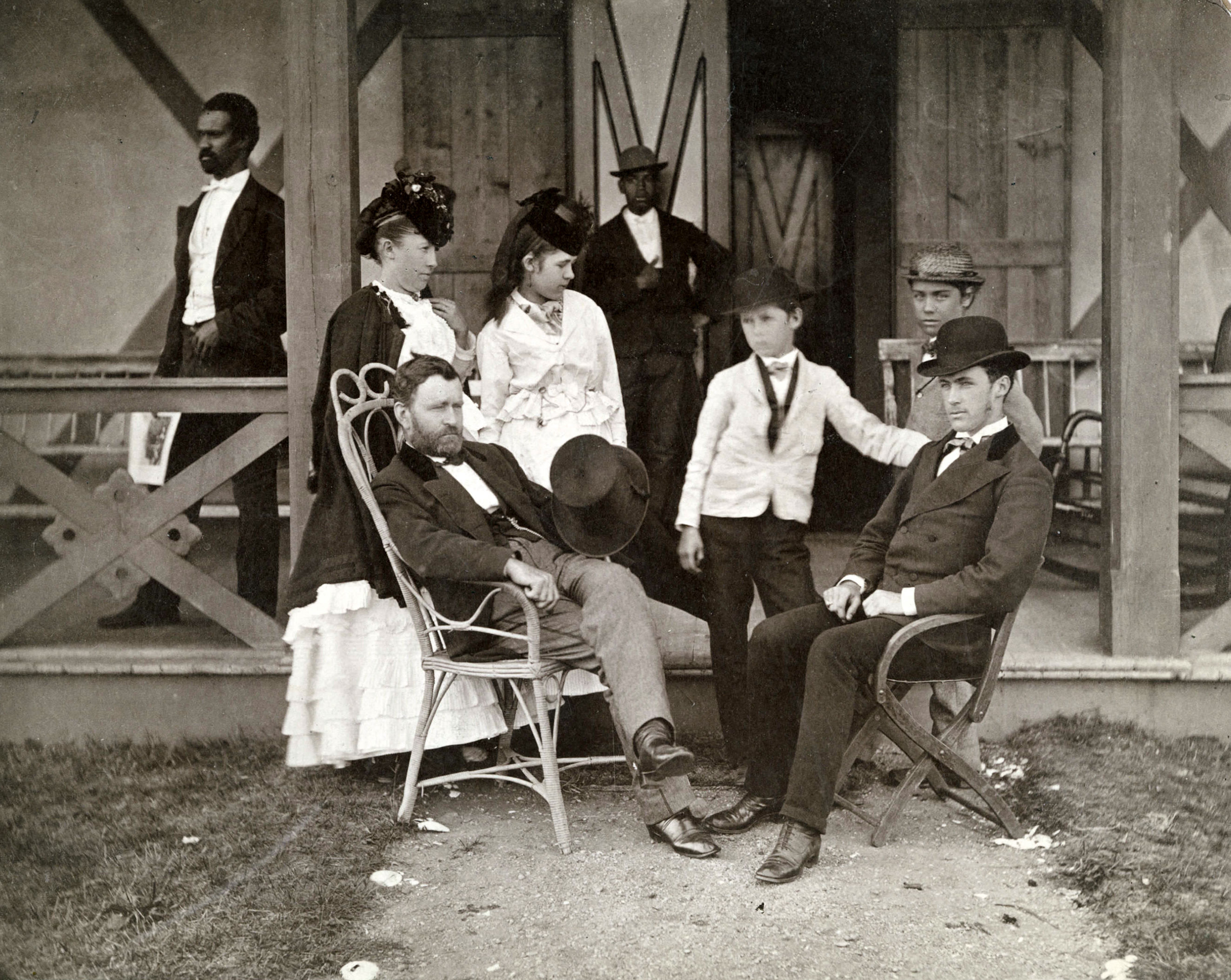
Улісс Грант і Джулія Дент з чотирма дітьми: Джессі, Улісс-молодший, Неллі і Фредерік перед їхнім котеджем у Лонг-Бранч, Нью-Джерсі, 1870 р.

У шлюбі Джулія Грант народила трьох синів і дочку: 
- Фредерік Дент Грант (1850–1912) – солдат, державний службовець
- Улісс Сімпсон Грант-молодший, відомий як «Бак» (1852–1929) – юрист
- Еллен Реншалл Грант, відома як «Неллі» (1855–1922) – домогосподарка
- Джессі Рут Грант (1858–1934) – інженер

## Перша леді
Джулія Грант була в захваті від висунення свого чоловіка на пост президента в 1868 році — навіть більше, ніж сам кандидат — і поринула в його кампанію. Вона була настільки важливою фігурою в кандидатурі свого чоловіка на посаду президента, що після інавгурації він повернувся до неї і сказав: «А тепер, моя люба, я сподіваюся, що Ви задоволені».
Після чотирьох років війни, вбивства та процесу імпічменту Вашингтон був готовий до невеликої легковажності, і Грант підкорилася. Вона запропонувала повний спектр заходів і стала популярною господинею. Вона планувала пишні державні обіди, де гості насолоджувалися дорогими винами та лікерами. Вона також приймала абонентів на неформальних прийомах, поки жінки носили капелюхи, а чоловіки залишали зброю вдома. Незважаючи на те, що Джулія витратила багато грошей, вона уникала такої критики витрат, яка була спрямована на адресу Мері Тодд Лінкольн.
Джулія Грант також прагнула наповнити позицію першої леді відповідним престижем. Вона вважала, що посада мусить мати таку ж гідність і почесті, які надаються дружинам іноземних лідерів, і була засмучена, коли роль не була публічно визнана. Вона не тільки прагнула отримати додатковий престиж для першої леді, але також працювала над покращенням становища дружин дипломатичного корпусу, кабінету міністрів, Конгресу та Верховного суду.

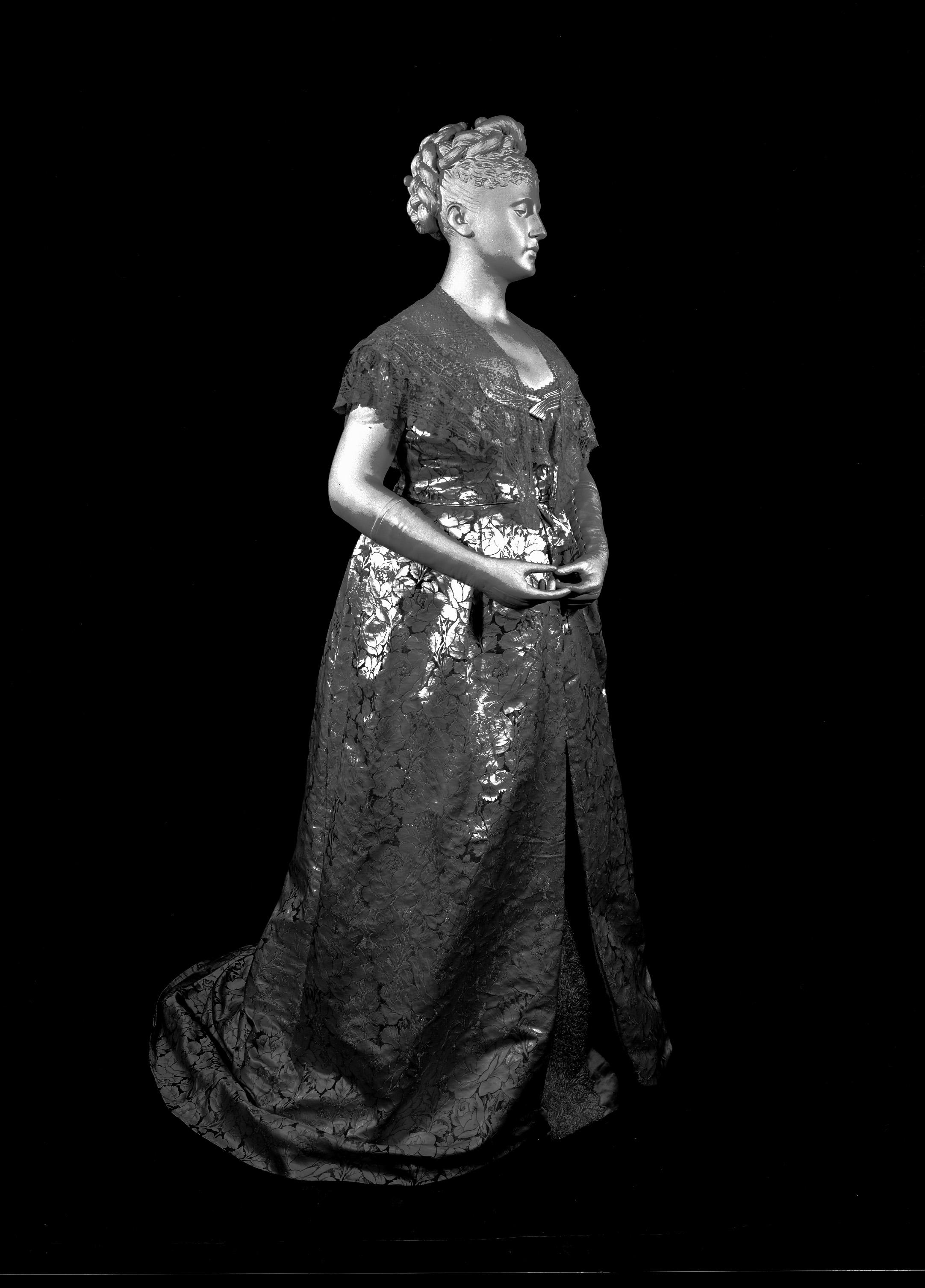
Сукня, яку носила Грант на другому інавгураційному балу 1873 року. Виготовлена з білої та сріблястої парчі

Як перша леді, Грант головувала на прийомах у вівторок після обіду для широкої публіки. Єдиними вимогами першої леді до цих прийомів було те, щоб жінки носили капелюхи, а чоловіки залишали зброю вдома.
21 травня 1874 року перша дочка Неллі Грант стала дружиною Алджернона Чарльза Фредеріка Сарторіса (1851–1893), заможного англійського співака, сина Аделаїди Кембл і племінника відомої акторки Фанні Кембл. Це було перше грандіозне весілля Білого дому, а для цієї нагоди була повністю відремонтована Східна кімната. Три люстри Ендрю Джексона були замінені набагато більш грандіозними «французькими» моделями з тисячами скляних шматочків, нанесених на нікельований каркас, з газовим полум'ям, затіненим відрізаними і матовими скляними шторами.
Грант була спустошена, дізнавшись у 1875 році, що її чоловік відмовився балотуватися на третій термін.
Коли президентські вибори 1876 року між Резерфордом Б. Гейсом і Семюелем Тілденом закінчилися суперечкою, Джулія Грант побачила можливість продовжити свій час у Білому домі. Вона вважала, що її чоловік має лишатися президентом, поки питання не буде вирішено. Вона визнала, що її «політика полягала в тому, щоб утримувати форт до тих пір, поки не будуть проведені інші вибори». Її чоловік не погодився, і коли Конгрес вирішив вибори на користь Гейса, Грант підготувалася покинути Білий дім.
Джулія Грант була першою першою леді, записаною на плівку. 

## Погляди на права жінок
Джулія Грант була рішучою захисницею прав жінок загалом і не дозволяла розповідати жарти про жінок у своїй компанії. Ті, хто ставили під сумнів здібності або рівність жінок, заслужили її гнів, як Бригам Янг, коли перша леді розкритикувала його практику багатоженства Церквою Ісуса Христа Святих останніх днів та її негативний вплив на жінок. Проте, хоча вона вірила в здібності жінок, вона не була впевнена, що жінки повинні працювати, і не підтримувала публічно виборче право жінок, хоча й відмовилася підписати петицію проти виборчого права.

## Погляди на рабство та расу
Джулія виросла на плантації з рабами і в молодості мала рабиню, відому як «Джул» або «Чорна Джулія». Неясно, чи належала Джул Джулії коли-небудь на законних підставах. Історики досі сперечаються, чи надав батько Джулії законне право власності на чотирьох рабів, як стверджувала його дочка. Батько Джулії наполягав, щоб вони залишили рабів у нього, коли Гранти жили на Півночі, боячись, що вони втечуть на свободу. Джул подорожувала з Джулією Грант всю війну. У січні 1862 року Авраам Лінкольн отримав анонімного листа з Каїра, в якому засуджував Гранта за пияцтво та його дружину за рабиню, але Лінкольн не вжив жодних заходів. У своїх спогадах Джулія Грант згадувала: «Коли я відвідувала генерала під час війни, то майже завжди мала біля себе Джул як медсестру. Вона майже була схоплена в Голлі-Спрінгс».
За словами Джулії, «Еліза, Ден, Джул і Джон належали мені до часу проголошення президента Лінкольна про емансипацію», що звільняло рабів Міссурі від емансипації. Навіть після цього побачення Джул продовжувала службу Джулії. У січні 1864 року Джул, Джулія та маленький син Джулії Джессі виїхали з Нешвілла до Сент-Луїса. Під час подорожі Джул покинула групу. Пізніше Джулія згадувала. «Я припускаю, що вона боялася втратити свободу, якщо повернеться до Міссурі». За словами Джулії, Джул невдовзі вступила в шлюб.
Здавалося, Джулія Грант вважала, що чорношкірі не є повністю рівними білим, але вона відмовилася надати будь-яку підтримку прихильникам переваги білої раси, включаючи свого брата Луїса Дента. Вона наполегливо заохочувала чорношкірих з домашнього персоналу Білого дому купувати землю в Окрузі, поки вона була ще дешевою, щоб забезпечити свою майбутню фінансову безпеку. Вона також вирішила вітати всіх належно одягнених — незалежно від раси — хто відвідували її післяобідні прийоми, але ніколи не запитувала, чому чорношкірі не завітали до неї. Проста відповідь полягала в тому, що охорона Білого дому завадила їм це зробити.

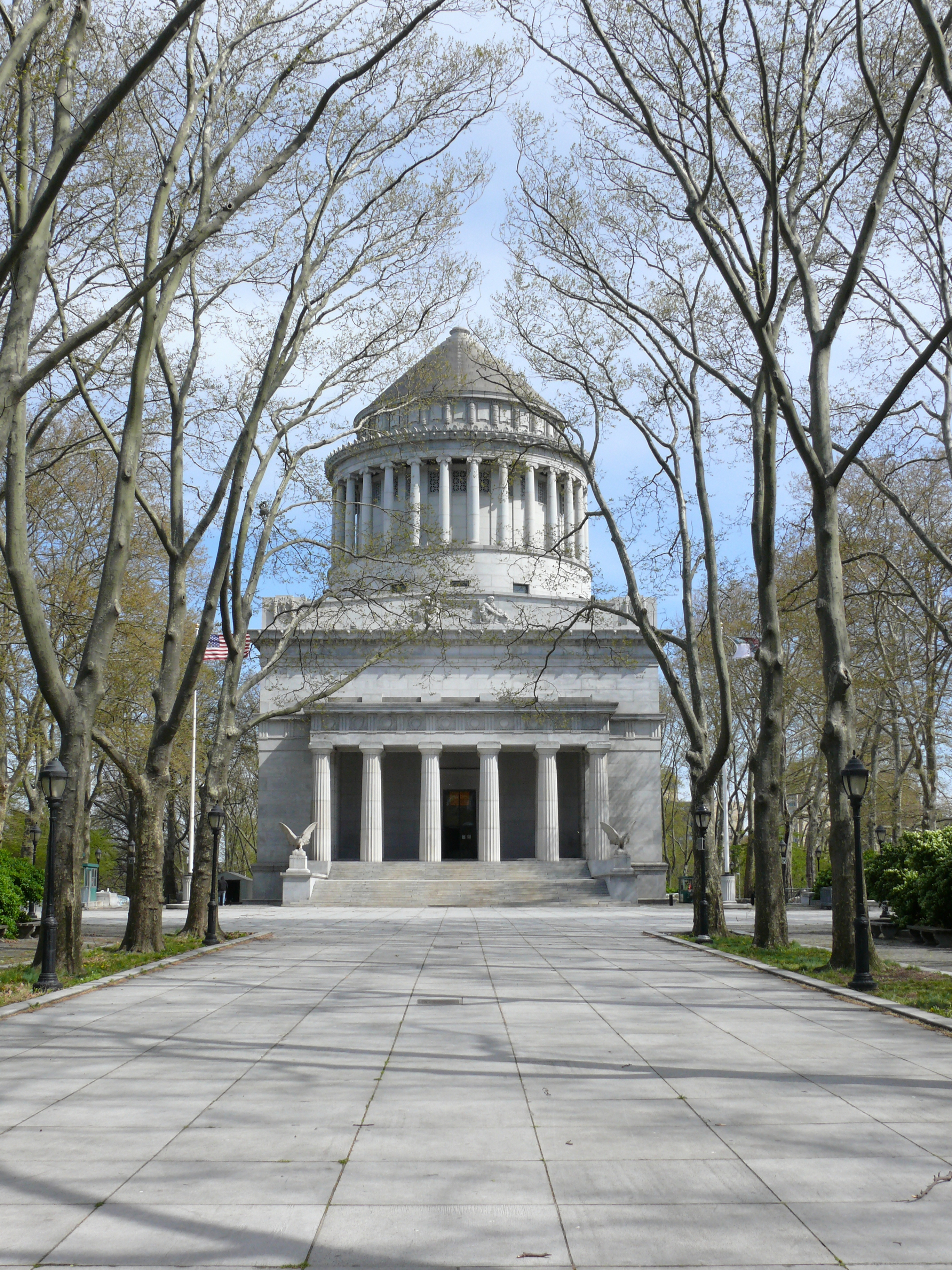
Гробниця Гранта, мавзолей, що містить тіла Улісса та Джулії Грант

## Пізні роки
Після супроводу чоловіка у дворічному світовому турне, яке привело їх до Європи, Африки та Азії, Джулія та Улісс оселилися в Нью-Йорку, щоб насолоджуватися відставкою від громадського життя. Однак усі їхні гроші були втрачені через нерозумну інвестиційну схему, а гранти були доведені до бідності. Невдовзі після цього в чоловіка був діагностований рак горла, який призвів до його смерті в 1885 році. До смерті він завершив свої Особисті спогади, завдяки яким Джулія та їхні діти були у фінансовому забезпеченні.
Будучи вдовою, Джулія Грант жила у Вашингтоні, округ Колумбія, де написала мемуари. Вона була першою першою леді, яка написала мемуари, хоча вона не змогла знайти видавця, і померла майже за 75 років до часу, коли «Особисті мемуари Джулії Дент Грант» (місіс Улісс С. Грант) були нарешті опубліковані у 1975 році. У 1897 році вона брала участь у освяченні монументальної гробниці Гранта з видом на річку Гудзон в Нью-Йорку. Її поховали в саркофазі поруч із чоловіком. Власну хроніку їхніх років вона закінчила твердою заявою: «Світло його славетної слави досі сягає мене, падає на мене і зігріває мене».
Перебуваючи у Вашингтоні, округ Колумбія, Джулія Грант пішла за прикладом Доллі Медісон і виступила в ролі «королевої матері». Вона подружилася з першими леді Френсіс Клівленд, Керолайн Гаррісон і Едіт Рузвельт.
Вона померла 14 грудня 1902 року і похована разом з чоловіком в національному монументі генерала Гранта (Могила Гранта) в Нью-Йорку.

## Зовнішні посилання
- Джулія Грант [Архівовано 6 січня 2022 у Wayback Machine.] на C-SPAN Перші леді: вплив та імідж
- Джулія Ґрант на сайті IMDb (англ.)